# می‌ماس
شرکت لبنیات مادی در تاریخ ۱۳۵۱/۱۰/۳۰ به ثبت رسید. کارخانه می‌ماس در اول اردیبهشت ۱۳۵۳ با استفاده از دستگاه‌ها و ماشین‌آلات مدرن خارجی (سوئدی، آلمانی، انگلیسی، ایتالیایی) اولین محصولات لبنی پاستوریزه و هموژنیزه خود را به بازار عرضه نمود و پس از آن تدریجاً ظرفیت و تنوع محصولات خود را طی چند طرح توسعه افزایش داد.

## محصولات
محصولات این کارخانه شامل انواع لبنیات پاستوریزه (شیر، ماست، خامه، انواع پنیر، انواع دوغ) انواع دسر (کرم کارامل، ژله، پاناکوتا، شله زرد، شیر برنج، مسقطی) کیک، سالاد الویه و انواع آبمیوه‌های طبیعی می‌باشد.